# Horse Guards

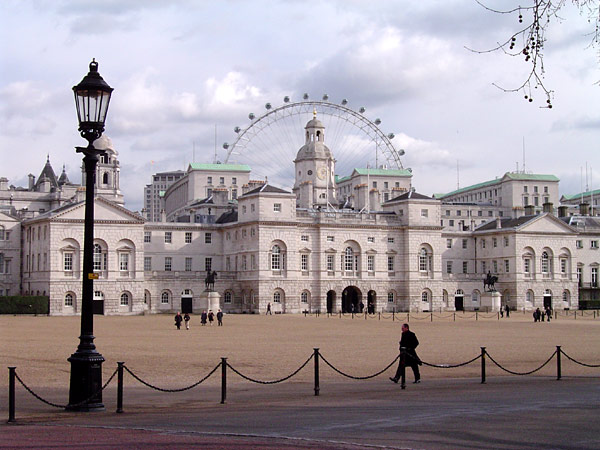
Horse Guards sett över Horse Guards Parade.

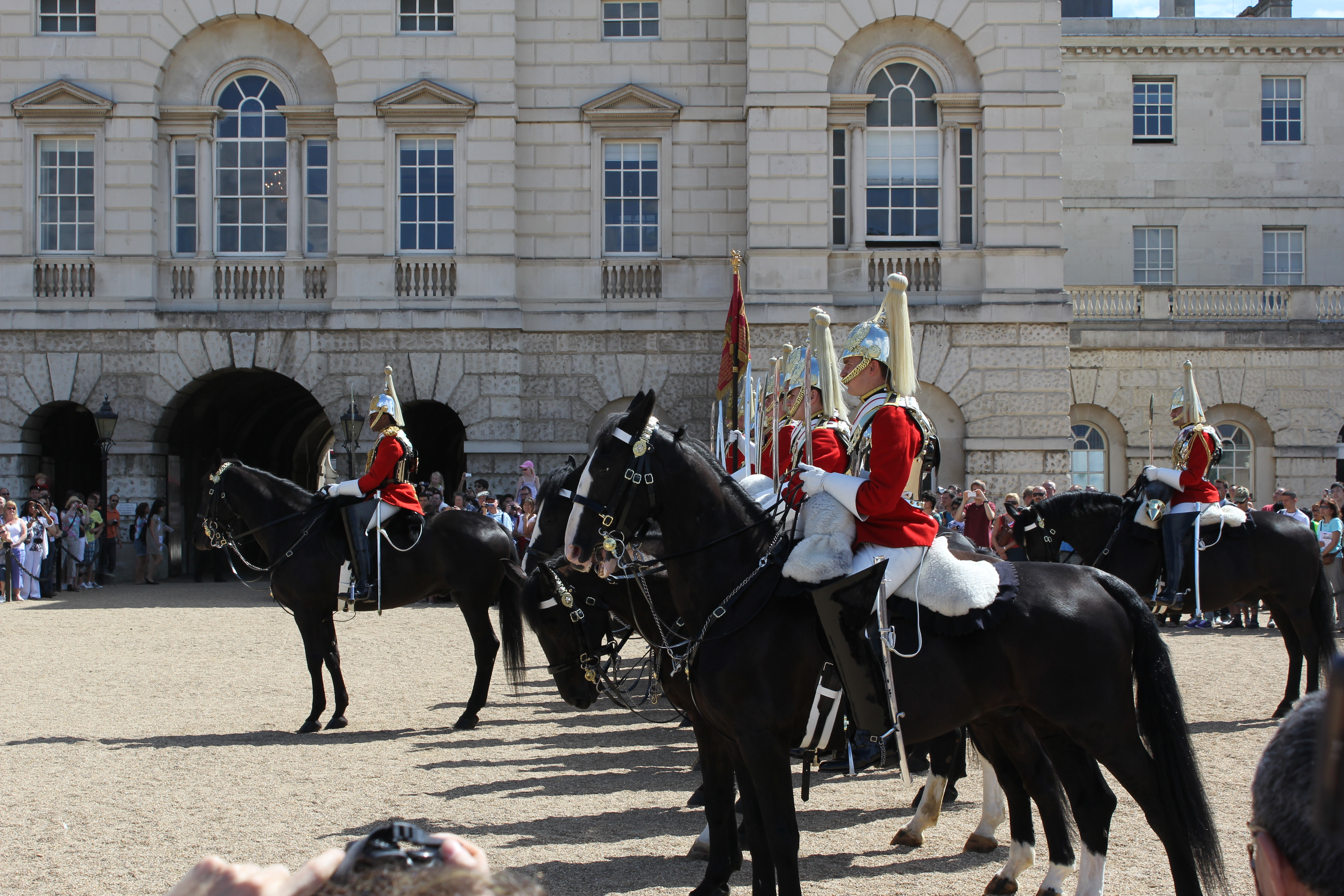
Beriden vaktavlösning med Life Guards utanför Horse Guards i centrala London.

Horse Guards, eng., eg. "hästgardet", en kasernbyggnad vid Whitehall i London, där förr även inrymdes ämbetsrum för högste befälhavaren för armén.
Även sedan detta ämbete avskaffats, har ibland termen "Horse Guards" begagnats för att beteckna arméns högsta militära förvaltningsmyndigheter till skillnad från den civile krigsministern (sedan 1964 försvarsministern).